# حروب مغربية أوروبية
بعد سقوط أهم المدن والحصون الأندلسية  على يد نصارى شبه جزيرة إيبيريا وجد المغاربة  أنفسهم وجها لوجه أمام القوى الصليبية التي تكتلت وتوحدت ضد المسلمين بالأندلسي، وضد الذين كانوا يساندونهم ببلاد المغرب العربي،    حيث صمم البرتغاليون ثم الإسبانيون على احتلال السواحل المغربية، وعلى بناء قواعد عسكرية بها، قصد التحكم في هذه البلاد، والتوغل بداخلها، وفرض النفوذ عليها، ونشر المسيحية بها... وصادفت هذه الحملات الشرسة – في بداية القرن الخامس عشر الميلادي – ضعف الحكم المركزي بالمغرب، حيث عرف هذا الحكم ضمورا، وانهيارا، من العهد الثاني للدولة المرينية إذ ضعف سلاطين بني مرين، ونشطت السعايات والمؤامرات بين الوزراء والحجاب ورجال الدولة، وأخذ يكيد بعضهم لبعض. وفي آخر هذه الفترة من العهد المريني وصل التدهور إلى أقصى مداه، إلى أن تربع على كرسي الوزارة والحجابة بعض اليهود الذين فرضوا طغيانهم وجبروتهم وغطرستهم على الناس " الشيء الذي نتج عنه تذمر واستياء عام، وثار الناس على هذا الوضع. وأدت هذه الانتفاضة بقيادة إمام جامع القرويين في ذلك الوقت إلى قتل الوزريرين اليهوديين، وإلى قتل آخر سلطان مريني ، وبعد صراع عنيف بين الوطاسيين التي يريدون عرش المغرب – و مناصري رجوع حكم المريني – والشريف الجوطي مطالب بالعرش .  استولى في اخير  الوطاسيون على عرش المغرب .

## التوغل البرتغالي
بعد سبع سنوات من الصراع الدامي. اغتنم البرتغاليون هذا الصراع، وهذه الحرب الأهلية فاحتلوا مدينة طنجة ثم أصيلا سنة: 1471 م بالإضافة إلى مدينة سبتة التي احتلوها سنة: 1415م. وكان لسقوط أصيلا في يدي البرتغاليين أثر عميق في نفوس المغاربة، مما جعل الناس يبحثون عن الخلاص، ونادى العلماء بوجوب الجهاد، ووجوب إخراج النصارى من بلاد المسلمين.

## المقاومة والجهاد
في هذا الظرف بالذات تأسس رباط للجهاد قرب شفشاون برئاسة الشريف ابن جمعة العلمي، وأًصبح هذا الرباط غصة في حلق البرتغاليين، حيث عسكر المجاهدون بمدشر الحروب بقبيلة «جبل حبيب» واستطاع البرتغاليون الانتقام من ابن جمعة الشريف العلمي حيث دبروا له مؤامرة اغتيال على يد بعض عملائهم، وقام بأمر الجهاد من بعده ابن عمه الشريف مولاي علي بن راشد العلمي، ونقل إمارة الجهاد إلى شفشاون سنة: 876 هـ. واستطاعت هذه الحركة الجهادية أن تقف في وجه التوسع البرتغالي إذ كان البرتغاليون يهدفون إلى التعمق داخل البلاد، والوصول إلى فاس العاصمة السياسية والفكرية، ومقر دار الملك. وقد حاولوا في كثير من المرات اختراق حصار المجاهدين، لكنهم لم يفلحوا مما جعلهم يفكرون في الوصول إلى فاس عن طريق المهدية أو غيرها، وحاولوا في كثير من المرات الوصول إلى مراكش بعد احتلالهم للصويرة وآسفي وأزمور والجديدة لكن هذه المحاولات كانت تصادف مقاومة شعبية هنا وهناك... وكانت إمارة الجهاد بشفشاون بقيادة بني راشد تشكل خطرا على البرتغاليين في سبتة، طنجة، أصيلا، تارغة، والقصر الصغير، وهذه الثغور كانت الحرب حولها سجالا... وتعززت الحركة الجهادية بشفشاون بفلول الأندلسيين الذي نزحوا فارين بدينيهم إلى العدوة المغربية، ورحب بهم أهل هذه المناطق الجبلية، واستقبلهم بنو راشد بما يجب من الحفاوة والمساعدة... بذلك اطمأنت الجالية النازحة من الأندلس على نفسها، وتزعم آل المنظري الأندلسيين الذين أقاموا بحصن تطوان. واستطاعوا كسب عطف وود بني راشد بشفشاون، بل توطدت العلاقة بين الرواشد وآل المنظري وتمتت الروابط بينهما، وتوجت بالمصاهرة، حيث زفت الشريفة العلمية افدريس الحسنية الحرة بنت علي بن راشد إلى القائد محمد المنظري بتطوان. وكان هذا الزواج عربونا على سعة أفق بني راشد، وبعد نظرهم وصدق نيتهم في الجهاد. وبهذا الزواج الموفق اشتدت وطأة المجاهدين على العدو المحتل لأهم مدن السواحل الشمالية، واستطاعت الأميرة الراشدية أن تنهض بمسؤولية جسيمة في تسيير دفة الأمور الجهادية والسياسية، وفي توطيد العلاقة بين الأسرتين المجاهدتين بتطوان وشفشاون، سواء في حياة زوجها أو بعد وفاته.
1. ↑  المعجم الكبير لمجمع اللغة العربية في مصر حرف الهمزة. صفحة 539
2. ↑  "صراع الهوية المغربية... المغرب العربي أم المغرب الكبير؟". رصيف 22. 29 يونيو 2017. مؤرشف من الأصل في 2020-06-06. اطلع عليه بتاريخ 2020-06-06.
3. ↑  العزاوي، أ د عبد الرحمن؛ والتوزيع، دار الخليج للنشر (1 يناير 2017). تاريخ المغرب العربي في العصر الإسلامي: History of the Arab Maghreb in the Islamic Period. دار الخليج للنشر والتوزيع / daralkhalij for Publishing and Distribution. ISBN:9789957519070. مؤرشف من الأصل في 2019-12-20.
4. ↑  العزاوي، أ د عبد الرحمن؛ والتوزيع، دار الخليج للنشر (1 يناير 2017). تاريخ المغرب العربي في العصر الإسلامي: History of the Arab Maghreb in the Islamic Period. دار الخليج للنشر والتوزيع / daralkhalij for Publishing and Distribution. ISBN:9789957519070. مؤرشف من الأصل في 2019-12-20.